# 美並ふるさと館
美並ふるさと館（みなみふるさとかん）は、岐阜県郡上市美並町にある博物館。

## 概要
円空ふるさと館と生活資料館で構成される施設である。郡上郡美並村の美並村ふるさと館として、1984年（昭和59年）5月に伝承館が開館。1987年（昭和62年）6月に円空ふるさと館、1991年（平成3年）4月に生活資料館を増築。伝承館は生活資料館の一部になる。2004年（平成16年）3月1日に郡上郡の7町村の合併により郡上市が発足により、美並ふるさと館に改称する。
円空ふるさと館には円空に関する資料、及び約90体の円空仏が展示されている。円空は美濃国郡上郡の瓢ヶ岳山麓（現・郡上市美並町）で木地師の子として生まれ、粥川寺で得度したとされる。郡上市美並町には円空の初期から晩年までの約160体の円空仏が残っている。
生活資料館は美並町の昔の生活、林業関連を保管展示する施設であり、特に粥川地区についての展示が多い。林業関連の道具及び書類等の資料は一般社団法人日本森林学会により「郡上林業の歴史と技術を伝承する資料・展示と社叢林」として林業遺産に選定されている。

## 利用案内
- 所在地：岐阜県郡上市美並町高砂1252番地2
- 開館時間：10:00 - 16:00
- 休館日：月曜日（月曜日が祝日の場合は翌日）、年末年始（12月27日 - 1月4日）
- 入館料：一般220円・小中学生110円
  - 郡上市の高校生以上の住民を対象にした、郡上市内の7つの有料の博物館（郡上八幡樂藝館、古今伝授の里フィールドミュージアム、白山文化博物館、白山瀧宝殿、美並ふるさと館、明宝歴史民俗資料館、和良歴史資料館）共通の、年間パスポート券もある[5]。

## 交通アクセス

### 公共交通機関
- 長良川鉄道越美南線 美並苅安駅下車、徒歩で約70分。
- 郡上市自主運行バス（美並巡回バス）美並北ルート「美並ふるさと館」バス停より徒歩ですぐ。

### 自動車
- 東海北陸自動車道 美並ICより約10km。
  - 岐阜県道315号白山内ヶ谷線を西へ。

## 周辺施設
- 星宮神社
- 粥川寺